# مارك 24 (قنبلة نووية)

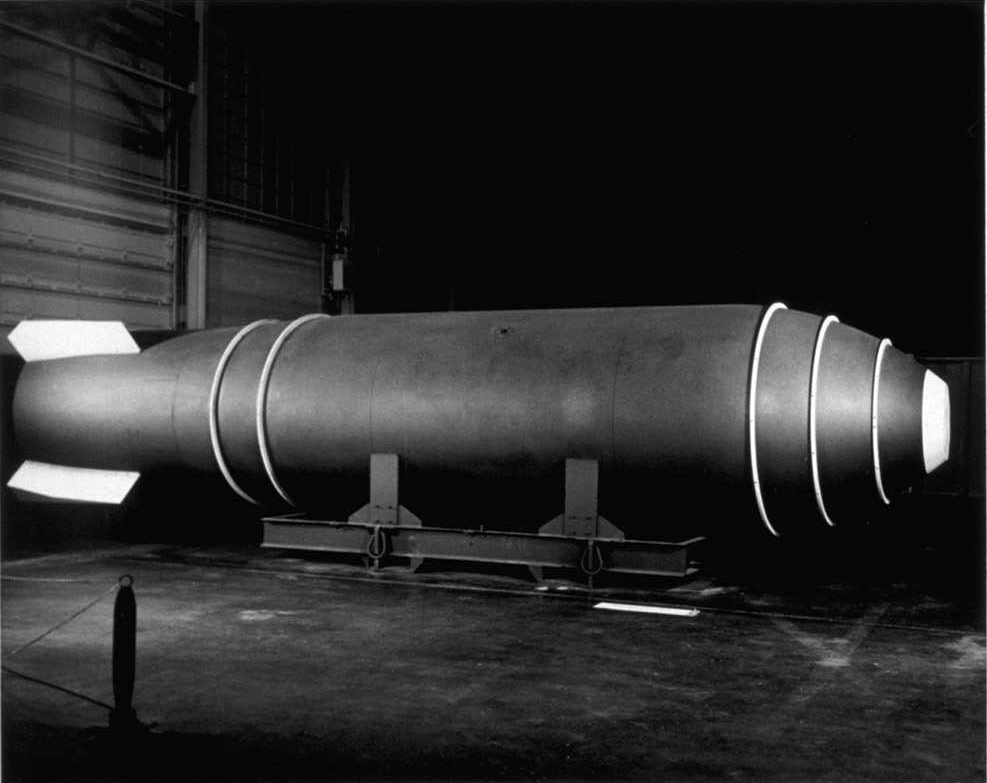

القنبلة النووية مارك 24 هي قنبلة أمريكية حرارية مصممة على أساس اختبار قنبلة نووية أمريكية ثالثة (قلعة يانكي). وقد تم ربط قنبلة مارك 24 بأنها أكبر قنبلة نووية من قبل الولايات المتحدة وهي بنفس حجم ووزن قنبلة مارك 17 النووية.
كان الاختبار الحراري النووي الذي أجرته قلعة يانكي هو أول قنبلة تستخدم نظير الليثيوم -6 المخصب وربما يصل إلى 40٪ من التخصيب. حققت عائد ملحوظ يبلغ 13.5 ميغاطن. كان من المتوقع أن يكون العائد الخاص بمارك 24 (10-15) ميغا طن.
كانت قنبلة مارك 24 عبارة عن عملية إنتاج محدودة لجهاز اختبار قلعة يانكي ، حيث تم إنتاج 10 منها وتخزينها خلال عام 1954.كان في الخدمة بين 1954 و 1956  بإجمالي 105 قنبلة تم أنتاجها.